# Albert Philipsen
Albert Withen Philipsen (Holte, 3 september 2006) is een Deense wielrenner, mountainbiker en veldrijder. In 2023 werd hij wereldkampioen cross country en op de weg bij de junioren, daarnaast veroverde hij in dat jaar verschillende Europese titels en 4 nationale titels over de disciplines waarbinnen hij actief is.

## Palmares

### Mountainbiken
| Jaar         | Wereldbeker/Junior series              | WK           | EK           | DK           | Overige                        | Totaal aantal zeges |
| Nieuwelingen | Nieuwelingen                           | Nieuwelingen | Nieuwelingen | Nieuwelingen | Nieuwelingen                   | Nieuwelingen        |
| ------------ | -------------------------------------- | ------------ | ------------ | ------------ | ------------------------------ | ------------------- |
| 2021         | NVT                                    | NVT          | Brons        | Goud         | DK marathon                    | minstens 2          |
| 2022         | NVT                                    | NVT          | Goud         | 1 [ 3 ]      |                                | minstens 2          |
| Junioren     |                                        |              |              |              |                                |                     |
| 2023         |                                        | ↑            | ↑            | Goud         | Randers, EK gemengde estafette | 5                   |
| 2024         | Chelva, Banyoles, Nové Město na Moravě |              |              | Goud         |                                | 4                   |

### Wielrennen
2023
#HurtigJoakimLøbet 5.0, junioren
Vitamin Well GP
Puntenklassement Vredeskoers voor Junioren
 Deens kampioen op de weg, junioren
 Deens kampioen tijdrijden, junioren
 Wereldkampioen op de weg, junioren
 Europees kampioen tijdrijden, junioren
2024
3 Dage i Nord - #2 Campione Cup - Thy
Visit Vejle Løbet
Etappe 2a (ITT) Vredeskoers voor Junioren
Eindklassement Vredeskoers voor Junioren
1e en 3e etappe Ain Bugey Valromey Tour
2025
Jongerenklassement Tour Down Under
Parijs-Roubaix, Beloften

#### Resultaten in voornaamste wedstrijden op de weg
|      | \| Jaar \| Strade Bianche \| \| ---- \| -------------- \| \| 2025 \| 25e \| |
| Jaar | Strade Bianche                                                              |
| 2025 | 25e                                                                         |

### Veldrijden
| Jaar      | Wereldbeker | WK       | EK       | DK       | Overige                             | Totaal aantal zeges |
| Junioren  | Junioren    | Junioren | Junioren | Junioren | Junioren                            | Junioren            |
| --------- | ----------- | -------- | -------- | -------- | ----------------------------------- | ------------------- |
| 2022-2023 |             | 8e       | -        | Goud     |                                     | 1                   |
| 2023-2024 | 21e         | 5e       | -        | Goud     | Aarhus I, Aarhus II, Flandriencross | 4                   |

## Ploegen
- 2025 –  Lidl-Trek